# Eudocimus
Eudocimus es un género de  aves pelecaniformes de la familia Threskiornithidae  que incluye  dos especies de ibis propias de la región Neotropical.

## Especies
- Eudocimus albus - Ibis blanco americano
- Eudocimus ruber - Ibis escarlata